# Oddballs (serie televisiva)
Oddballs è una serie tv animata di Netflix creata da James Rallison e Ethan Banville, la serie ha debuttato il 7 ottobre 2022. La seconda e ultima stagione è stata rilasciata il 24 febbraio 2023.

## Trama
La serie è situata nel Dirt, in Arizona. Seguendo le avventure del protagonista James, spesso seguito dal suo amico coccodrillo Max e una ragazza proveniente dal futuro di nome Echo. Gli episodi raffigurano avventure con i suoi amici che molto spesso risultano in disastri. Echo ha l'obbiettivo di provare il cibo del passato, dato che nel suo tempo il cibo scarseggia a causa di una catastrofe provocata dal misterioso Dr Dumas. Max e James, anche se riluttanti all'inizio, la aiuteranno nella sua missione, diventandole amici nel corso della serie. Anche Echo, all'inizio fredda e sarcastica verso di loro (specialmente James), si scalderà nei loro confronti a poco a poco, vivendo insieme al bizzarro duo avventure stravaganti e folli, tra esperimenti andati storto e malintesi con  gli assurdi ed esilaranti personaggi che polano Dirt, incontrando anche lo svampito e gentile sig. mosca e affrontando Stuart, una sfera di moccio verde bullo della scuola, e la dottoressa squat, un paio di gambe antropomorfe che fa l'insegnante di ed. fisica nella scuola locale. Nel finale della prima stagione, dopo un diverbio con lo scorbutico proprietario di un fast food, Foodball Joe, e con delle crocchette di pollo a forma di dinosauro viventi, il trio scoprirà che il Dr Dumas altri non è che James stesso, anche se involontariamente, dato che, nel futuro, Toasty, il tostapane malvagio creato da James e Max ad inizio serie ha iniziato la rivolta dei robot ed è responsabile della scarsita di cibo nel tempo della ragazza. Echo, arrabbiata per ciò, dice ai due che dovranno rimediare, cosa che James minimizza dicendo che è sicuro non accadrà nulla di male, mentre il Toasty del presente si prepara a riscuotere la propria vendetta.

## Episodi
| Stagioni         | Episodi | Pubblicazione |
| ---------------- | ------- | ------------- |
| Prima stagione   | 12      | 2022          |
| Seconda stagione | 8       | 2023          |

## Personaggi

### Personaggi Principali
- James, voce originale di James Rallison, italiana di Massimo Triggiani, è il protagonista della serie. Personaggio immaginario di Rallison, raffigura un adolescente a forma di bolla che ama le avventure.
- Max, voce originale di Julian Gant, italiana di Christian Iansante, un ingenuo coccodrillo. Amico e vicino di casa di James
- Echo, voce originale di Kimberly Brooks, italiana di Emanuela Ionica, una ragazza proveniente dal futuro che ci verrà introdotta nel quarto episodio.

### Personaggi Secondari
- Louise, voce originale di Debra Wilson, italiana di Chiara Francese, astrofisica e madre del protagonista James.
- Foodball Joe, voce originale di Fred Stoller, italiana di Franco Mannella.
- Jenna, voce originale di Erika Ishii, italiana di Giorgia Brunori, sorella biologica di Max.
- McMosca, voce originale di Gary Anthony Williams, italiana di Alessandro Zurla, insegnante della Scuola di Dirt.
- Stuart, voce originale di Carl Faruolo, italiana di Federico Zanandrea, un bullo molto stereotipato a forma di slime.
- Nonna, voce originale di Jane Lynch, italiana di Angiola Baggi, la "nonna" di James.
- Dottoressa Squat, voce originale di Courtenay Taylor, italiana di Chiara Francese, professoressa di ginnastica di James.
- Byron Vender, voce originale di Ryan George, italiana di Massimo De Ambrosis.

## Produzione
All'inizio del 2020, James Rallison ed Ethan Banville hanno presentato la loro nuova serie a Netflix, che è stata successivamente ripresa dal servizio di streaming nell'agosto dello stesso anno. A causa della pandemia di COVID-19 e dei conseguenti lockdown, l'intera produzione dello spettacolo è stata svolta a distanza. Nonostante ciò, la prima stagione dello show avrebbe dovuto debuttare entro la fine dell'anno, come annunciato da Rallison in un video. A settembre 2022 è stato rilasciato su vari canali YouTube il trailer ufficiale della prima stagione, insieme a una data di uscita ufficiale del 7 ottobre. Rallison ha anche caricato un video che descrive in dettaglio il processo di presentazione dello show e la creazione della sua bibbia della sceneggiatura. La seconda stagione dello show è stata annunciata nel gennaio 2023, con un trailer ufficiale rilasciato poco dopo e la stagione in onda il 24 febbraio dello stesso anno. Lo spettacolo è stato animato utilizzando ToonBoom, con Hallis Blaney come direttore dell'animazione. Tuttavia, nel maggio 2023, Banville ha annunciato la cancellazione dello spettacolo e l'imminente uscita di una graphic novel chiamata The Upcoming Graphic Novel, che conterrà cinque storie originariamente destinate allo spettacolo. Alla fine, Oddballs è andato in onda per soli 20 episodi e due stagioni su Netflix prima della sua cancellazione.